# Ernesto Petronia
Ernesto Otilio "Netto" Petronia (Curaçao, 14 décembre 1916 – Oranjestad, 29 décembre 1993) est un homme politique arubais, membre du Parti patriotique d'Aruba (PPA). Après les émeutes de 1969 à Curaçao et le gouvernement intérimaire de Gérald Sprockel, il est le quatrième Premier ministre des Antilles néerlandaises du 12 décembre 1969 au 7 juillet 1971. Il est le premier afro-descendant et le premier arubais à occuper ce poste.

## Biographie
Petronia naît à Curaçao le 14 décembre 1916 dans une famille modeste. Il perd ses parents très jeune. Après avoir terminé l’école primaire Saint-Vincent à Otrobanda (en), il devient apprenti dessinateur et suit un cours de dessin architectural, puis obtient le diplôme d’ingénieur. En 1929, il rejoint le services des Travaux publics à Curaçao. En 1933, il est transféré à Aruba. En septembre 1940, il fonde avec Bonifacio Croes la société Petrona & Croes. Après un début difficile, l’entreprise devient l’une des plus grandes entreprises de construction aux Antilles néerlandaises avec des succursales à Aruba, Curaçao et au Suriname.
En 1950, Petronia devient membre du PPA. Lors des élections du conseil insulaire d'Aruba de 1951 (nl), il recueille 417 voix et est élu membre du conseil de l'île par vote préférentiel. Il est également réélu par vote préférentiel lors des élections suivantes du conseil de l'île en 1955 (nl), 1959 (nl), 1963 (nl) et 1967 (nl). Du 1er juillet 1955 au 1er juin 1961, il est commissaire adjoint chargé des travaux publics et de l'éducation. Sous les gouvernements de Efraïn Jonckheer, il est ministre des transports en 1961, puis de l'Éducation et de la Culture en 1962 et enfin des Finances et de la Protection sociale de 1963 à 1967 avant de retrouver le portefeuille de l'Éducation et de la Culture à partir d'août 1967. En 1962 (en), il est élu une première fois aux États des Antilles néerlandaises et réélu en 1966.
Après la démission de Ciro Kroon suite aux émeutes de 1969 à Curaçao et le gouvernement par interim de Gérald Sprockel, le Parti démocratique, le PPA, le Front ouvrier de libération du 30 mai (FOL), le Parti démocratique bonairien (DPB) et l'alliance entre le Partido Obrero Boneriano et le Partido Progresista Boneriano signent l'accord dit de Kralendijk le 23 novembre 1969 et proposent Ernesto Petronia comme Premier ministre des Antilles néerlandaises. Il est officiellement nommé par le gouverneur Cola Debrot (nl) le 12 décembre 1969. Les Antilles néerlandaises connaissent alors un taux de chômage élevé et un déficit important. Petronia perd la confiance des États le 29 décembre 1971 sur un projet d'augmentation des impôts, il présente alors la démission de son gouvernement au gouverneur Ben Leito (en) qui lui demande de gérer les affaires courantes jusqu'à la nomination d'un nouveau gouvernement.
Dans le gouvernement dirigé par Ronchi Isa (PD), Petronia détient le portefeuille de la Justice, qu'il occupe jusqu'au 20 décembre 1973. Il se retire ensuite de la vie politique et meurt à 77 ans le 29 décembre 1993.